# Strahojadica
Strahojadica (makedonska: Страхојадица) är en ort i Nordmakedonien. Den ligger i kommunen Zelenikovo, i den centrala delen av landet, 21 kilometer sydost om huvudstaden Skopje. Strahojadica ligger 341 meter över havet och antalet invånare är 225.